# Kleidocerys ovalis
Kleidocerys ovalis är en insektsart som beskrevs av Barber 1953. Kleidocerys ovalis ingår i släktet Kleidocerys och familjen fröskinnbaggar. Inga underarter finns listade i Catalogue of Life.